# John Lieswyn
John Lieswyn (Pittsburgh, 18 de agosto de 1968) é um ex-ciclista dos Estados Unidos.